# Ernst Weisenfeld
Ernst Weisenfeld (* 21. August 1913 in Gevelsberg, Westfalen; † 4. Januar 2009 in Hamburg) war ein deutscher Journalist und Autor.

## Leben
Weisenfeld studierte Geschichte, Staats- und Zeitungswissenschaft sowie Rumänisch an der Universität Berlin. Er promovierte 1938 über die Siebenbürger Sachsen (Geschichte der politischen Publizistik bei den Siebenbürger Sachsen) und wurde später Korrespondent in Bukarest.
Weisenfeld begann seine Laufbahn für den Nordwestdeutschen Rundfunk in Frankreich 1951 als Pariser Berichterstatter. Daneben berichtete er für die WAZ, Die Welt
und andere Zeitungen.

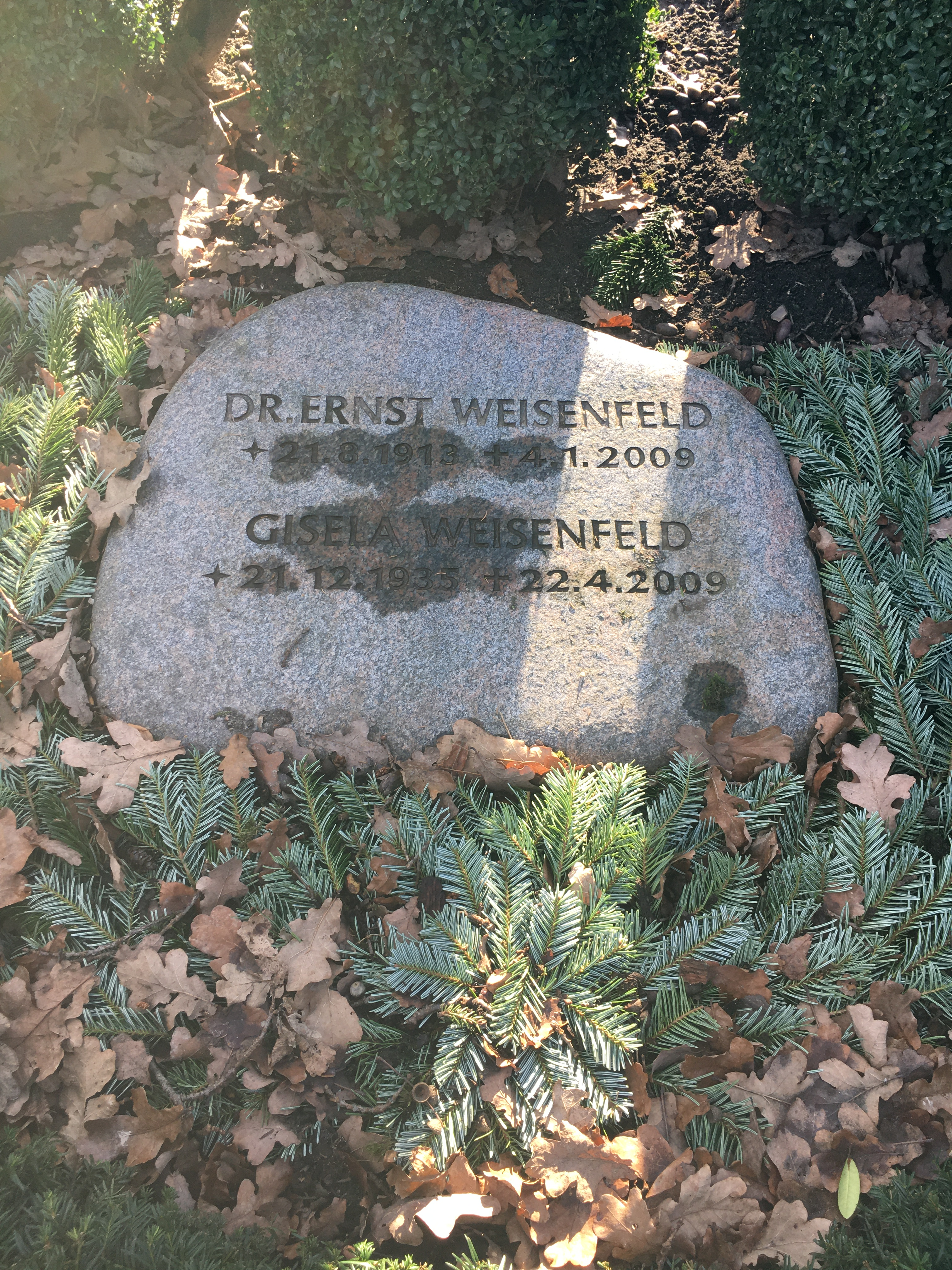
Grabstätte auf dem Friedhof Ohlsdorf

1961 erhielt er den Auftrag, in Bonn das erste Studio des Deutschen Fernsehens aufzubauen. Dieses Hauptstadtstudio der ARD in Bonn leitete er bis 1964 und moderierte auch den Bericht aus Bonn. Von 1969 bis 1978 war er in Paris als Korrespondent und Leiter des Pariser ARD-Büros tätig, arbeitete aber auch für Die Zeit.
Anfang der 80er-Jahre bis 1993 war er Chefredakteur der Bonner Zeitschrift Dokumente/Documents.
Radio Barcelona zeichnete ihn 1976 mit dem „Premio Ondas“ aus und einige Jahre später wurde er mit dem „Deutsch-Französischen Rundfunk- und Fernsehpreis des Saarländischen Rundfunks“ ausgezeichnet.
1992 gründete Weisenfeld im Gedenken an seine aus Siebenbürgen stammende erste Frau Elena eine Stiftung zur Förderung von Schülern und Jugendlichen für die Erhaltung der deutschen Sprache und Kultur in Schulen und Hochschulen in Rumänien.
Ernst Weisenfeld verstarb im hohen Alter von 95 Jahren in Hamburg und wurde auf dem dortigen Friedhof Ohlsdorf beigesetzt. Die Grabstätte liegt gegenüber von Kapelle 4 im Planquadrat H 12.

## Preise und Ehrungen
- 1978: Bundesverdienstkreuz 1. Klasse
- 1983: Deutsch-Französischer Journalistenpreis
- 1989: Großes Verdienstkreuz des Verdienstordens der Bundesrepublik Deutschland für seine Verdienste um die Verständigung zwischen Deutschland und Frankreich
- 1990: Straßburg-Medaille in Gold der Stiftung F.V.S.
- 2004: Siebenbürgisch-Sächsischer Kulturpreis[4]
- 2008: Landeskirchliches Schülerwohnheim Ernst Weisenfeld in Hermannstadt[4]

## Werke
- De Gaulle sieht Europa – Reden und Erklärungen 1958–1966, Frankfurt/M., Fischer, 1966.
- Welches Deutschland soll es sein? Frankreich und die Deutsche Einheit seit 1945, München, Beck, 1986.
- Die Geschichte Frankreichs seit 1945. Von de Gaulle bis zur Gegenwart. 3. Aufl. München, Beck, 1997. ISBN 3-406-42007-9